# Telmatophila
Telmatophila es un género monotípico de plantas fanerógamas perteneciente a la familia de las asteráceas. Su única especie, Telmatophila scolymastrum, es originaria de Brasil donde se encuentra en la Caatinga en Piauí.

## Taxonomía
Telmatophila scolymastrum fue descrita por Mart. ex Baker y publicado en Flora Brasiliensis 6(2): 170. 1873.